# Wilhelm Wundt
Wilhelm Wundt (Neckarau, Mannheim, 16 d'agost del 1832 – Großbothen, Leipzig, 31 d'agost del 1920) va ser un fisiòleg, filòsof i psicòleg alemany conegut per haver desenvolupat el primer laboratori de psicologia experimental a Leipzig el 1879, a través d'aquest pretenia estudiar l'experiència immediata i observable. William James ja tenia un laboratori el 1875, però era només de demostració. Els continguts de la consciència i els processos sensorials els realitzava amb el mètode d'introspecció, que era la percepció interna dels elements de la consciència pròpia. Les variables psíquiques eren quantificades i controlades.
El seu pensament és una reacció contra el positivisme i el naturalisme, que proposa, com a contrapartida, un desenvolupament de la filosofia científica a partir de dades experimentals.
Defensà el paral·lelisme psicofísic i estengué el mètode experimental matemàtic a tot el camp de la psicologia.
La influència de Wundt ha estat decisiva en el terreny de la psicologia i és per això que se'l considera el pare de la psicologia de la personalitat científica.
Les innovacions metodològiques de Wundt en psicologia es caracteritzen principalment per la introducció del mètode experimental, així com per la utilització d'estadístiques, que posteriorment es va convertir en un procés fonamental per a la psicologia científica. La projecció del seu treball en tot el món ha contribuït a establir la psicologia com a ciència empírica.
El seu treball s'ha estès a altres camps de la psicologia, com la psicologia social o cultural, així com a altres camps disciplinaris com la filosofia, l'art, la lingüística o la mitologia.

## Viatge intel·lectual

### A Heidelberg
Wundt va estudiar medicina a la Universitat de Heidelberg i a la de Tübingen, abans de traslladar-se a Berlín el 1855 per treballar amb Johannes Müller. Va ser en aquesta ocasió que va conèixer Emil du Bois-Reymond. Tot i que hi estudia medicina, física i química, és en la fisiologia on centra la major part del seu interès. Amb Johannes Müller, veu la possibilitat d'establir l'autonomia de la psicologia experimental sobre el model de la fisiologia experimental. El 1857 esdevingué ajudant de fisiologia de Hermann von Helmholtz a Heidelberg; després fou nomenat titular de la càtedra d'antropologia i psicologia mèdica de la Facultat de Medicina d'aquesta mateixa ciutat. Imparteix, juntament amb Helmholtz, cursos sobre l'«Aproximació científica a la psicologia» («Psicologia vom naturwissenschaftlichen Standpunkt»). També va publicar cinc tractats sobre teoria de la percepció, que van aparèixer el 1862 amb el títol de Beiträge zur Theorie der Sinneswahrnehmung (Aportacions a la teoria de la percepció sensorial), que preparen la seva teoria del paral·lelisme psicofísic. Va ser durant aquest període que el seu interès per la filosofia es va desenvolupar al mateix temps que el seu treball en el camp d'una psicologia encara molt propera a la fisiologia. La percepció sensorial que tracta en el seu treball de recerca constitueix, des de Helmholtz fins als nostres dies, un tema fronterer entre la fisiologia i la psicologia.
A la dècada de 1860, Wundt va establir un primer programa de psicologia experimental que s'especificaria en Elements of Physiological Psychology, la primera edició del qual va aparèixer el 1873. Al mateix temps, va publicar el seu tractat de física cel·lular titulat Über die Physik der Zelle in ihrer Beziehung zu den allgemeinen Prinzipien der Naturforschung (Sobre la física de la cèl·lula en la seva relació amb els principis generals de les ciències naturals). Trenca amb el corrent ingènuament materialista en considerar que la interpretació que cal donar a la noció de matèria no és clara. Aleshores adopta una posició intermèdia entre el materialisme reduccionista i el dualisme: la diferència entre esperit i matèria es reconeix epistemològicament però no ontològicament.

### A Leipzig
Entre 1874 i 1875, Wundt va ser professor de filosofia inductiva a Zúric, després el 1875 va ser nomenat catedràtic de filosofia de la Universitat de Leipzig, on va ensenyar fins a la seva jubilació, el 1917. Va fundar l'Institut de Psicologia Experimental el 1879, que incloïa el primer laboratori de psicologia experimental d'Europa. Molts estudiants hi van seguir la seva docència i en van marxar per fundar organitzacions de recerca i docència dedicades a la psicologia experimental, en particular estudiants nord-americans entre 1880 i 1890 i un francès, Benjamin Bourdon, que posteriorment va iniciar la seva pròpia investigació en laboratori sobre la percepció visual de l'espai. Benjamin Bourdon va fundar el 1896, a Rennes, el primer laboratori universitari de psicologia i lingüística experimental sobre el model del laboratori de Wundt.
Juntament amb el seu enfocament experimental i fisiològic de la psicologia, Wundt adopta un enfocament filosòfic dels problemes psicològics, que marca el seu treball i dirigeix la seva recerca. El 1881, va fer-ne una revisió, Philosophische Studien, amb treballs científics i filosòfics. La major part de la seva recerca estrictament científica es refereix a les sensacions, les percepcions, en particular les visuals, auditives, tàctils, gustatives, així com a la percepció del temps. També estudia l'atenció, l'afectivitat, i desenvolupa el mètode de les ciències de la reacció. Paral·lelament a aquestes obres, va escriure obres de caràcter obertament filosòfic, com la seva Logik (1883), Ethik (1886), i System der Philosophie (1889). Una de les seves principals fonts filosòfiques es troba a Leibniz, en la doctrina de l'apercepció, que va inspirar la seva tesi fonamental, la «síntesi creativa» de l'esperit.
Wundt va mantenir constants intercanvis amb intel·lectuals de Leipzig, com l'historiador Karl Lamprecht. També va estar en contacte amb els principals representants del "monisme alemany", en particular Ernst Haeckel i Wilhelm Ostwald. Entre les persones que el van assistir a Leipzig o van col·laborar amb ell, trobem especialment Vladímir Békhterev, Franz Boas, Émile Durkheim, Bronisław Malinowski, G. H. Mead o Edward Sapir.
Va ser nomenat ciutadà honorari de la ciutat de Leipzig el 1902 i de la ciutat de Mannheim el 1907. El 1914, va ser un dels intel·lectuals i estudiosos que van signar el Manifest dels 93, un text que donava suport a les posicions d'Alemanya en el context de la Primera Guerra Mundial.

## Psicologia experimental

### Psicologia i fisiologia

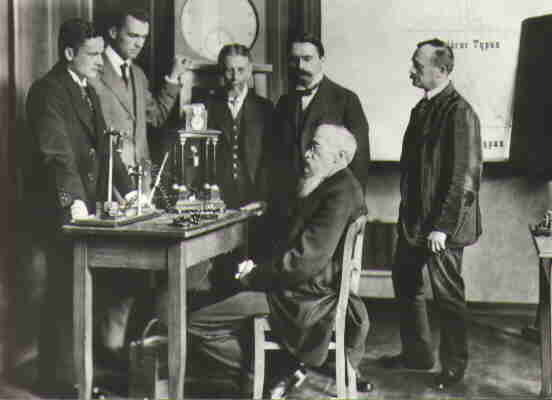
Wilhelm Wundt (assegut), amb els seus col·legues al seu laboratori cap al 1880

Wundt concep i desenvolupa una nova ciència, la psicologia fisiològica, que també anomena psicologia experimental, per tal de fer possible l'estudi fisiològic dels òrgans dels sentits, ja que és impossible tractar el mecanisme de la percepció sensible (o conscient) sense entrar en el camp de la psicologia. En Physiological Optics Helmholtz ja s'havia enfrontat als problemes de la psicologia, però amb Wundt, la psicologia s'allunya de la fisiologia, tot manllevant els seus mètodes. També pren la seva independència de l'ontologia materialista, que fins aleshores donava suport a la recerca d'una explicació purament fisiològica dels processos psíquics.
La psicologia experimental no es converteix per a Wundt en una província de la fisiologia. Reconeix que les funcions mentals tenen el seu concomitant en l'activitat del sistema nerviós, però també considera que els actes psicològics tenen un interès en si mateixos des del punt de vista científic. De fet, no és perquè els fenòmens psicològics esdevenen accessibles per a l'experimentació i la mesura que es transformen en problemes fisiològics. Per tant, es manté una clara demarcació entre les dues disciplines.

### Psicologia i introspecció
Segons Wundt, l'especificitat de la psicologia amb relació a altres ciències com la fisiologia es deu al fet que els seus objectes són les experiències immediates de l'individu, accessibles només per introspecció, mètode que consisteix a demanar al mateix individu un informe sobre què pensa, sent, percep, és a dir, sobre els seus estats subjectius. Wundt fins i tot va escriure el 1858 que «tota psicologia comença amb la introspecció», que indueix, per als seus oponents, una negació del mètode objectiu propi de la ciència. Tanmateix, Wundt també desconfia de l'observació interna i compara aquells que creuen que descobreixen veritats psicològiques mirant dins d'ells mateixos al baró de Münchhausen, que intenta treure's de l'aigua estirant-se els cabells. Incorpora la introspecció a l'estudi científic, però reconeix el seu benefici només quan pot ser sotmès a un control sever. Adopta així una posició intermèdia entre un positivisme que exclou definitivament la introspecció del camp de la investigació científica i una forma d'idealisme que hi veu un accés directe i impecable a la realitat.

### Autonomia de la ment
Wundt rebutja un enfocament massa ingènuament materialista i reduccionista de la relació entre la psicologia experimental i la fisiologia i s'esforça, en canvi, per reintroduir-hi certs pressupòsits antireduccionistes com el de l'autonomia de la psique: si la ment es regeix efectivament per lleis, aquestes són molt diferents de les que regeixen la naturalesa material, i més aviat prenen la forma de processos associatius o aperceptius. El seu principi de paral·lelisme psicofísic s'ha de contrastar en aquest sentit amb els plantejaments reduccionistes de la vida mental, corrent que pretén reduir la psique a un conjunt de processos materials nerviosos i cerebrals.

## Mètodes en psicologia

### Mètode psicofísic
El mètode psicofísic inclou tots els mètodes d'experimentació que es poden aplicar als fenòmens de la consciència, i que condueixen a l'avaluació quantitativa de la intensitat d'una reacció psíquica. Es basa en la idea de la llei psicofísica, la mateixa definida per Wundt com una llei d'associació entre representacions o sensacions. Completa la classificació de les lleis associatives de Herbart i redueix totes les combinacions associatives de sensacions i representacions a quatre tipus:
1. síntesi associativa;
2. assimilació o associació simultània;
3. complicació;
4. associació successiva de representacions.

Aquestes lleis expliquen tots els fenòmens intel·lectuals passius. Són l'expressió de lleis fisiològiques i han estat determinats pel mètode experimental. El pensament actiu pot intervenir per crear nous tipus d'associacions.

### Especificitat de funcions actives
Encara que va proposar la possibilitat de mesurar en psicologia i la seva necessitat per a la constitució d'una psicologia científica, Wundt no considera que els mètodes de la psicologia experimental siguin els únics mètodes vàlids per a la psicologia.
Mentre que la psicologia cobreix tots els fenòmens conscients, els fenòmens de la consciència no es presten tots als mètodes d'anàlisi i mesura de les reaccions psíquiques en què es basa la psicologia experimental. De fet, l'eficàcia d'aquests processos rau en l'existència de lleis d'associació que regeixen el funcionament de la ment. Tanmateix, si és associacionista pel que fa a les funcions passives del pensament, Wundt també reconeix l'existència d'una activitat intel·lectual les lleis de la qual són diferents de les lleis d'associació. D'altra banda, reconeix també l'existència d'una activitat lliure de funcions superiors que s'escapa de les lleis naturals.
Per tant, calen altres mètodes per compensar la inadequació del mètode experimental. Wundt utilitza, d'una banda, el mètode d'observació i comparació i, de l'altra, el mètode històric. Considera que les funcions inferiors del pensament s'han d'estudiar pel mètode psicofísic, i les funcions superiors pel mètode comparatiu i històric.

### Mètode d'observació i comparació
Per estudiar la complexa activitat de la ment, a Wundt li sembla impossible recórrer al mètode experimental, que en psicofisiologia només afecta els fenòmens simples. En el seu Logik, en què estudia els principis de raonament i coneixement, declara que el mètode experimental s'ha de complementar amb mètodes comparatius i que cal interessar-se per la psicologia del nen, la dels malalts mentals, les persones d'ètnies diferents, i la dels animals.
El mètode d'observació i comparació s'utilitza en totes les ciències naturals. Consisteix a recollir fets d'observació i després comparar-los per descobrir-hi relacions constants. Francis Bacon va ser el primer a establir les regles d'aquest mètode. Per la seva banda, Wundt indica dues maneres d'aplicar el mètode comparatiu:
1. l'anomenat mètode individual, que consisteix a prendre com a objecte d'estudi un sol individu o grup d'individus i recollir el màxim d'observacions possibles;

1. l'anomenat mètode genètic, que consisteix a escollir un tipus concret de fenomen per tal d'observar-lo en el nombre més gran possible d'individus i espècies.

Els mètodes comparatius s'han de complementar amb el mètode conegut com a «històric».

### Mètode històric
El mètode històric consisteix a buscar en la història una font d'informació psicològica. Amb aquesta finalitat, Wundt recomana als psicòlegs que llegeixin memòries i correspondència que continguin informació interessant sobre persones. Històries i anècdotes ocupen així un lloc important en la seva obra. En la seva Psicologia dels pobles (Völkerpsychologie, 1920), va desenvolupar nous camps d'estudi històric: la història de la llengua, la història literària, la història de les religions i costums, etc. A més, considera que el desenvolupament del llenguatge correspon al desenvolupament de la ment i presta especial atenció a la lingüística i a la filologia (estudi dels textos clàssics).

## Psicologia del «pensament actiu»: Percepció
Segons Wundt, la ment no és del tot passiva; no es limita a registrar regularitats segons les lleis d'associació. També és activa i voluntariosa, i elabora constantment síntesis. Realitza noves representacions gràcies a un mecanisme que ell anomena apercepció i que es regeix per les lleis de l'apercepció, o lleis del pensament actiu. L'apercepció es defineix primer com una consciència reflexiva de l'objecte de percepció. Aquest concepte és introduït en filosofia per Leibniz; després reutilitzat a França per Maine de Biran. En Elements of Physiological Psychology (1874), Wundt especifica què vol dir l'apercepció: es tracta d'un principi actiu que dirigeix la nostra atenció i que opera mitjançant connexions lògiques. L'apercepció és un acte psíquic sui generis (espontani), acompanyat d'una sensació de tensió i que produeix una major distinció en les nostres representacions.
En el seu Logik (1883), Wundt basa tota la seva psicologia en el principi de la distinció entre associació, en què hom es lliura mandrós al joc de representacions, i l'apercepció activa, que desenvolupa les correlacions de representacions individuals en noves representacions. El pensament lògic només comença quan l'apercepció resol aquestes correlacions. Per tant, l'apercepció conté un poder d'unificació que no es pot aconseguir mitjançant vincles associatius que són passius. Així, els conceptes generals no són, com es creia, simples extractes del que hi ha en comú en una sèrie de representacions; aquestes són síntesis operades per apercepció. Aquest paper unificador de l'apercepció no sols intervé en l'àmbit de la representació; també apareix en el domini de l'acció, i després es relaciona amb la voluntat.

## Psicologia de les persones
Segons Wundt, s'ha de retenir i utilitzar només allò que es basa en fets i experiència, fins i tot quan es tracta de cultura i mites. Això diu que ho practica en la seva Psicologia dels pobles (Völkerpsychologie), que va aparèixer primer el 1904 en dos volums, i després el 1920 en deu volums. Aquesta considerable obra li dona dret a un lloc important en la història de la psicologia social Tracta les principals categories que permeten copsar la psicologia col·lectiva d'una manera àmplia i permanent: llengua, art, mite i religió, societat, dret, civilització…
L'estudi del llenguatge esdevé amb Wundt el de la seva evolució a partir del mimetisme primitiu fins al seu ús final en el maneig d'idees abstractes. Segons ell, el mite resulta d'una projecció de l'apercepció sobre les coses, un enfocament característic del pensament ingenu. L'art no té com a objectiu ni la producció de bellesa, ni el plaer estètic, ni la disposició contemplativa: és l'expressió de la vida completament, amb la seva gravetat i la seva alegria, la seva sublimitat i la seva baixesa, les seves inconsistències i la seva harmonia. L'obra d'art és el producte de la vida mateixa plasmada en una institució personal.

## Filosofia i ètica

### «Ciència universal»
Wundt assigna a la filosofia la tasca d'«unir el nostre coneixement del detall en una intuïció del món i de la vida que satisfà les exigències de la raó i les necessitats de l'ànima». Ell ho defineix com «ciència universal que ha d'unir en un sistema coherent els coneixements obtinguts per les ciències especials» i reduir als seus principis els supòsits universals en ús en les ciències. On el coneixement científic basat en l'experiència només ens pot parlar de parts de l'univers, la filosofia ha de donar coherència a tot l'univers per tal de donar sentit racional a aquest coneixement mateix.

### Metafísica i psicologia
En l'àmbit metafísic, Wundt, com Leibniz i Schopenhauer, reconeix l'existència de només dos tipus de realitat: voluntat i representació. Aquesta és la tesi positiva, o metafísica, de la seva filosofia, que justifica suportant-se de nou en la psicologia: l'única activitat que ens ofereix immediatament és la nostra voluntat; si estem afectats per l'efecte d'un ésser estranger és perquè aquest ésser és en si mateix una voluntat, i tota evolució és deguda a l'acció recíproca de les voluntats les unes sobre les altres. L'acció d'una voluntat sobre una altra desperta, en aquesta última, una activitat que és la representació.
La psicologia de Wundt, de la qual la metafísica és una extensió, és «actualista»: no hi ha res real en la ment més que els processos actuals. En aquest sentit, s'oposa a la monadologia de Leibniz, segons la qual les ànimes són unitats separades que contenen en si mateixes totes les possibilitats de realització. Per a Wundt, al contrari, és en la realització efectiva dels processos mentals on resideix l'esperit, i sempre és possible sintetitzar totes les unitats psíquiques per formar una unitat més gran. Aquesta tesi de la producció d'éssers per síntesi també el fa hostil a la concepció emanatista de l'univers, des de la qual no és possible la creació ni la veritable novetat. Al contrari, defensa la idea de resultats creatius, que és un principi general de tota la seva metafísica.

### Ètica
En la seva Ethik, publicada el 1886, Wundt descriu una «ètica dels fets». Consisteix en gran part en l'anàlisi dels motius morals que determinen l'acció, i en la recerca de les concepcions generals amb què s'associen. Segons Wundt, una acció moral es jutja segons si afavoreix o dificulta el lliure desenvolupament de les forces espirituals. Aquest desenvolupament és l'objectiu final de la societat humana.

## Wundt i el paral·lelisme psicofisiològic
Pel que fa a la naturalesa de la relació entre cos i ment, Wundt defensa una posició original de vegades descrita com «paral·lelisme parcial». S'oposa enèrgicament al principi de la interacció causal entre la ment i el cos, i el substitueix pel d'una causalitat paral·lela de fenòmens mentals i fenòmens físics, de manera que a una successió definida de processos mentals li correspon (almenys en principi) una determinada successió de processos fisiològics, en particular, cerebrals. Però al mateix temps, Wundt limita l'abast del paral·lelisme psicofisiològic als processos per als quals podem tenir proves experimentals que realment funcionen en paral·lel. Tanmateix, només les sensacions i els processos psíquics elementals responen positivament a aquesta exigència. Segons Wundt, s'aplica el paral·lelisme només a aquells processos psíquics elementals dels quals només es produeix una certa activitat limitada en paral·lel. Per tant, el paral·lelisme en qüestió només descriu «el curs paral·lel d'esdeveniments físics i mentals elementals, en cap cas moviments paral·lels entre processos complexos que tenen lloc a banda i banda».
Wundt, però, no afirma que hi hagi un pensament sense activitat cerebral corresponent, sinó que cal distingir entre un paral·lelisme psicofisiològic perfectament determinat (almenys en dret), que associa un tipus determinat de fenomen mental amb un tipus determinat de fenomen fisiològic, i un paral·lelisme psicofisiològic indeterminat, dins del qual un mateix tipus de fenomen mental pot correspondre a diferents tipus de processos fisiològics. Si bé a escala elemental és possible conèixer el significat psicològic d'un esdeveniment físic, aquesta possibilitat queda exclosa a escala dels processos psicofisiològics més sofisticats. Si és cert, segons Wundt, que els continguts elementals de la nostra vida mental, com les sensacions, estan vinculats a processos fisiològics determinats, la «configuració mental» d'aquests continguts organitzats entre si segons estàndards lògics i ètics ja no es pot vincular a processos fisiològics específics. Aquesta forma de paral·lelisme parcial condueix a Wundt a una teoria de la voluntat extremadament complexa i anuncia la tesi més contemporània de la realització múltiple dels estats mentals.

## Obres principals
- Untersuchungen über das Verhalten der Nerven in entzündeten und degeneriern Organen, Heidelberg, 1856.
- Die Lehre von der Muskelbewegung, Braunschweig (Brunswick), 1858.
- Beiträge zur Theorie der Sinneswahrnehmung, Leipzig/Heidelberg, 1862.
- Vorlesungen über die Menschen- und Thierseele, Leipzig, 1863/1864, 2 volums.
- Lehrbuch der Physiologie des Menschen, Erlangen, 1865.
- Die physikalischen Axiome und ihre Beziehung zum Causalprincip: ein Kapitel aus einer Philosophie der Naturwissenschaften, Erlangen, 1866.
- Handbuch der medicinischen Physik, Erlangen, 1867.
- Grundzüge der physiologischen Psychologie, Leipzig, 1874, .
- Untersuchungen zur Mechanik der Nerven und Nervencentren, Erlangen, 1876.
- Uber den Einfluss der Philosophie auf die Erfahrungswissenschaften, Leipzig, 1886
- Logik. Eine Untersuchung der Principien der Erkenntniss und der Methoden, Stuttgart, 1880 a 1883, 3 vol.
- Essays, Leipzig, 1885.
- Ethik. Eine Untersuchung der Thatsachen und Gesetze des sittlichen Lebens, Stuttgart, 1886.
- System der Philosophie, Leipzig, 1889.
- Hypnotismus und Suggestion, Leipzig, 1892
- Grundriß der Psychologie, Leipzig, 1896.
- Völkerpsychologie: eine Untersuchung der Entwicklungsgesetze von Sprache, Mythus und Sitte, Leipzig, 1900–1909, 10 Volums.
- Kleine Schriften, 1910–1911, Leipzig, 2 vol.
- Einführung in die Psychologie, Leipzig, 1911.
- Probleme der Völkerpsychologie, Leipzig, 1911
- Elemente der Völkerpsychologie: Grundlinien einer psychologischen Eintwicklungsgeschichte der Menschheit, Leipzig, 1912.
- Reden und Aufsätze, Leipzig, 1913.
- Sinnliche und übersinnliche Welt, Leipzig, 1914
- Über den wahrhaftigen Krieg, Leipzig, 1914.
- Die Nationen und ihre Philosophie, Leipzig, 1915.
- Erlebtes und Erkanntes, Stuttgart, 1920.

## Alumnes
- James McKeen Cattell, primer professor de psicologia als Estats Units.
- Charles Spearman, conegut pel seu treball sobre la intel·ligència humana i la psicometria.
- Benjamin Bourdon, fundador del primer laboratori de lingüística i psicologia experimental a França.